# Усачик щетинистый липовый
Усачик щетинистый липовый (лат. Exocentrus lusitanus) — жук из семейства усачей и подсемейства ламиин (Lamiinae).

## Описание
Длина тела 5—6,5 мм. Глаза с широкой выемкой. Усики покрыты короткими прилегающими волосками и превышают длину тела. Длина личинки от 7 до 9 мм. На восьмом тергите, в отличие от Exocentrus stirlingi, имеется развитая поперечная полоска, которую образуют 8—10 желтоватых бугорков. Яйца вытянутые, полупрозрачные длиной около 0,8 мм.

## Распространение
Встречается по всей Европе, на Кавказе и на Южном Урале.

## Экология и местообитания

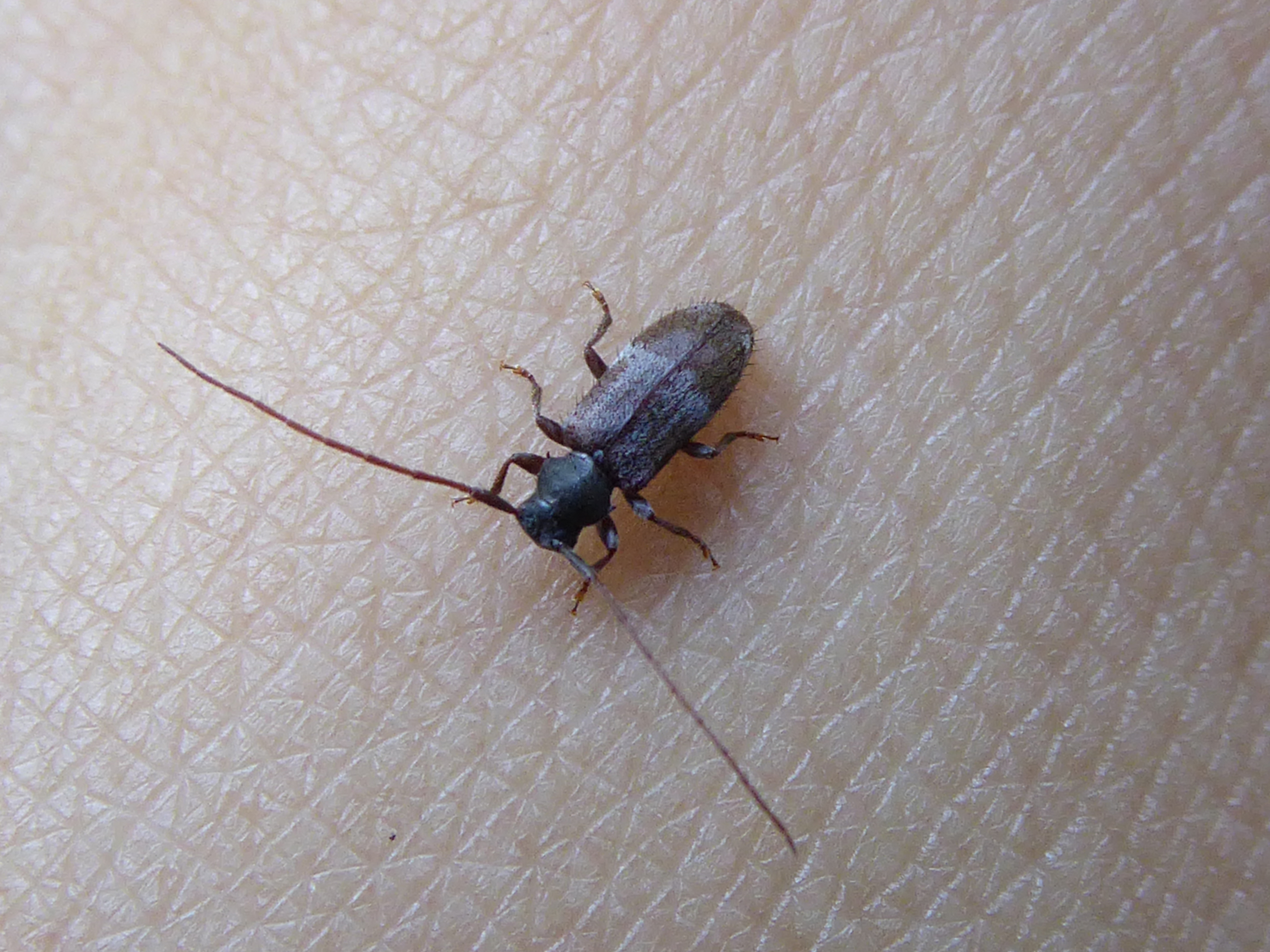
Усачик щетинистый липовый на человеческой коже

Развитие длится два года. Взрослые жуки появляются с июня по август. В западной Европе с мая. Ксилофаги, предпочитающие отмирающие ветви лип (Tilia), изредка на лещине (Corylus).